# バルフォア報告書

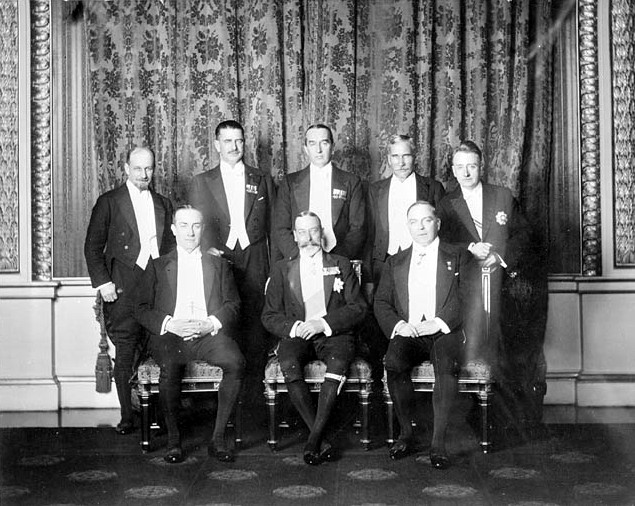
ジョージ5世（前列中央）と帝国会議の首相たち（1926年）
前列左よりボールドウィン英首相、ジョージ5世、キング加首相
後列左よりモンロー・ニューファンドランド首相、コーツ・ニュージーランド首相、ブルース豪首相、ヘルツォーク南アフリカ連邦首相、コスグレイヴ・アイルランド自由国首相

バルフォア報告書（バルフォアほうこくしょ、英語: Balfour Declaration of 1926）は、イギリス帝国の首脳がロンドンに集まった1926年の帝国会議の産物である。
これによって、イギリス本国と自治領との関係が新しく定義された。
名称は、バルフォア伯アーサー・バルフォア枢密院議長（元首相）の名による。

## 内容
バルフォア報告書はイギリスと自治領の関係について次のように定義した。
これら（＝イギリスと自治領:訳注）は、イギリス帝国における自立した共同体であり、同等の地位を有し、内政においても外交においても互いにいかなる従属関係にもないが、とはいえ、王冠に対する共通の忠誠によって結束し、またイギリス連邦 (British Commonwealth of Nations)を構成する諸国として自由な意思によって結合しているのである。
この報告書は第一次世界大戦以後における自治領の政治的、外交的独立の成長を是認するものである。また自治領における事実上の元首として君主を代行していた総督の役割についても、もはや自治領との外交関係においてイギリス政府を自動的に代表するべきではない、と勧告していた。
これを受けて、イギリス政府は自治領に対して総督とは別に、高等弁務官を任命するようになった。カナダに対する最初のイギリス高等弁務官が任命されたのは1928年のことである。またカナダの側も、こうしたバルフォア定義によって得た外交自主権によって、1927年にワシントンD.C.、28年にパリ、29年に東京に公使館を開設した。
1926年の帝国首相会議の結論は1930年にも再び宣言され、1931年12月のウェストミンスター憲章として成文化された。
こうしてイギリス議会は、法によって特に与えられた事項を除いて、自治領の問題にはどのような立法権限も放棄することになった。
本報告書はもともと南アフリカ連邦のジェームズ・ヘルツォーク首相とカナダのマッケンジー・キング首相によって提案されたものである 。それをバルフォアが議長を務める帝国内関係委員会がとりまとめ、帝国各国の首脳の承認のもと、1926年11月15日に発表された。